# Archiconchoecetta gastrodes
Archiconchoecetta gastrodes är en kräftdjursart som först beskrevs av Deevey 1978.  Archiconchoecetta gastrodes ingår i släktet Archiconchoecetta och familjen Halocyprididae. Inga underarter finns listade i Catalogue of Life.